# Valore a rischio
Il valore a rischio (conosciuto anche come value at risk o VaR) è una misura di rischio applicata agli investimenti finanziari. Tale misura indica la perdita potenziale di una posizione di investimento in un certo orizzonte temporale, solitamente 1 giorno, con un certo livello di confidenza, solitamente pari al 95% o 99%. È una tecnica comunemente usata da banche d'investimento per misurare il rischio di mercato delle attività che detengono in portafoglio, ma è anche un concetto più vasto che ha molteplici applicazioni.

## Come funziona
Il VaR ha tre parametri:
- L'orizzonte temporale preso in considerazione, cioè la lunghezza del periodo di detenzione di una data attività in portafoglio (holding period). Generalmente questo periodo è di 1 giorno, anche se periodi di 10 giorni sono usati, per esempio, per calcolare i requisiti di detenzione di capitale richiesti dalle direttive europee. In alcuni casi, si può utilizzare un periodo di detenzione pari ad un anno.
- Il  livello di confidenza con cui si intende fare la stima. La grande maggioranza dei casi riguarda intervalli di 99% o di 95%.
- La  valuta che sarà utilizzata per denominare il valore a rischio.

Il VaR con i parametri: holding period di x giorni; intervallo di confidenza al y%, definisce la probabilità che le perdite di un dato portafoglio non siano maggiori di una certa soglia (il VaR).
Il VaR come misura di rischio viene spesso usato presupponendo l'ipotesi di normalità dei rendimenti, secondo la quale le perdite e i ricavi dell'investimento si distribuiscono secondo una normale con media pari al rendimento medio e varianza pari alla volatilità dell'investimento. Per il calcolo della varianza di portafoglio è necessario conoscere le correlazioni reciproche fra i titoli facenti parte del portafoglio, facendo ricorso alla matrice di varianze e covarianze.
È importante notare che il VaR non può anticipare cambiamenti nella composizione del portafoglio durante la giornata. Invece, riflette il rischio del portafoglio, data l'attuale composizione del portafoglio.

### Un esempio
Prendiamo un generico portafoglio il cui valore di mercato attuale è noto (mentre non è noto il suo valore di mercato alla fine della giornata). Affermare che il VaR di questo portafoglio, calcolato a 1 giorno e ad un livello di confidenza del 95%, è di €1 milione significa che con una probabilità del 95% la perdita massima attesa a fine giornata non sarà superiore a 1 milione. Nulla ci dice su cosa succederà nel restante 5% dei casi. Tutto questo ammesso che le condizioni di mercato siano le solite in quella giornata.

## Avvertenze
Uno dei problemi legati al VaR è che tale misura di rischio non è subadditiva: ciò equivale a dire che, dati due portafogli X e Y potrebbe valere che VaR (X + Y) > VaR(X) + VaR(Y). Questo risultato significa che la diversificazione (ottenuta con i due portafogli) non riduce necessariamente il rischio.
Quando al contrario una misura di rischio V possiede la proprietà della subadditività allora, dati due portafogli X e Y, varrà:
{\displaystyle V(X+Y)\leq V(X)+V(Y)}
La teoria delle misure di rischio coerenti si riferisce alle proprietà che una misura di rischio dovrebbe possedere per permettere una valutazione corretta del rischio. Artzner, et al. illustrano tale concetto in un loro famoso articolo.
Un esempio di misura di rischio coerente è il cosiddetto Conditional Value-at-Risk, indicato anche come CVaR.

## Come si calcola
A scanso di equivoci, rendimento significa cambiamento percentuale di valore.
Ci sono diversi modelli per stimare il VaR. Ogni modello ha alcune ipotesi, ma la più comune è che la serie storica sia il miglior stimatore per variazioni future. I modelli più usati sono:
- Varianza-Covarianza, assume che i rendimenti sono sempre distribuiti secondo una normale, e che le variazioni nel valore di portafoglio sono linearmente dipendenti da tutti i rendimenti dei fattori di rischio;
- Simulazione storica, assume che i rendimenti delle attività si distribuiranno come si sono distribuite in passato;
- Simulazione Monte Carlo, dove i rendimenti futuri delle attività sono simulate in maniera più o meno casuale, dati alcuni parametri.

Il metodo della varianza-covarianza è stato reso famoso dalla J.P. Morgan (oggi J.P. Morgan Chase) all'inizio degli anni 90. Nella seguente analisi semplificata, l'unico fattore di rischio per il portafoglio sarà il valore delle attività stesse. Le seguenti due ipotesi permettono di trasformare il problema della stima del VaR in un problema algebrico lineare:
1. Il portafoglio è composto da attività le cui variazioni sono lineari, per essere più chiari: la variazione nel valore del portafoglio è linearmente dipendente da (cioè è una combinazione lineare di) tutte le variazioni nei valori delle attività, cosicché anche il rendimento del portafoglio è linearmente dipendente dai rendimenti di tutte le attività.
2. I rendimenti delle attività sono distribuiti in maniera normale.

Da queste due ipotesi deriva che il rendimento del portafoglio è normalmente distribuito, perché una combinazione lineare di variabili normalmente distribuite è sempre normalmente distribuita.

### Approccio parametrico
L'approccio parametrico (detto anche Variance - Covariance Method) è di fatto il metodo più veloce e semplice per calcolare il VaR. Ciò è dovuto al fatto che si assume che:
- la distribuzione dei rendimenti dei fattori di rischio sia una distribuzione normale;
- il movimento del valore del portafoglio sia una combinazione lineare dei movimenti dei titoli che lo compongono. Questo implica che anche i movimenti del valore del portafoglio siano distribuiti secondo una normale.

La semplicità dell'approccio parametrico è evidente; una volta stimata, dalle serie storiche dei fattori di rischio, la matrice di correlazione tra i rendimenti degli stessi, è semplice (date le proprietà della distribuzione normale), ottenere il percentile desiderato della distribuzione dei movimenti dei valori attesi del portafoglio.
A fronte della indubbia semplicità, l'approccio parametrico presenta numerosi problemi:
- l'ipotesi della distribuzione normale dei rendimenti è irrealistica; in realtà la distribuzione dei rendimenti è leptocurtica (la curtosi della distribuzione è maggiore di 3; le code di una distribuzione leptocurtica sono più "grasse" delle code di una distribuzione normale);
- l'ipotesi di linearità esclude di fatto dal campo di applicabilità dell'approccio parametrico tutti quei prodotti finanziari con pay - off non lineari (prodotti con componenti opzionali).

### Approccio in simulazione storica
L'approccio in simulazione storica assume che la distribuzione futura dei rendimenti dei fattori di rischio sia uguale alla distribuzione storica degli stessi; il periodo di tempo in cui vengono collezionati i dati storici è detto lookback period. Di norma, il lookback period è di uno o due anni; periodi di tempo inferiori all'anno non consentono una stima statisticamente consistente.
Si faccia l'esempio di un portafoglio con due soli fattori di rischio. Si prendano le serie storiche dei rendimenti dei due fattori di rischio con una numerosità di 500 elementi (corrispondenti ad un lookback period di circa 2 anni). Il valore di ognuno dei due prodotti presenti in portafoglio viene ricalcolato per ognuno dei 500 rendimenti storici; sommando i due vettori di valori così ottenuti, si ottiene un vettore di 500 elementi, che rappresenta la distribuzione empirica del valore atteso del portafoglio, sotto l'ipotesi che i rendimenti futuri abbiano la stessa distribuzione dei rendimenti passati. Data la distribuzione empirica, è semplice estrarne il percentile desiderato (per esempio, su un vettore di 501 elementi, il 99° percentile è dato dal sesto peggior risultato); la differenza tra il valore odierno del portafoglio ed il valore atteso estratto è il VaR ad un determinato livello di confidenza.
L'approccio in simulazione storica è considerato, dagli analisti finanziari, il metodo migliore, per due ragioni principali:
- non si fanno ipotesi aprioristiche sulla distribuzione dei rendimenti;
- la correlazione tra fattori di rischio è catturata implicitamente, senza necessità di una stima ad hoc.

D'altra parte, possono insorgere problemi in caso di cambiamenti strutturali nella distribuzione dei rendimenti; inoltre, la simulazione storica necessita di una notevole capacità di calcolo (si consideri il caso di un portafoglio contenente migliaia di strumenti finanziari).

### Approccio Monte Carlo
L'approccio Monte Carlo è una tecnica di simulazione. Fatte alcune assunzioni sulla distribuzione dei rendimenti e la correlazione fra gli stessi, e stimati i parametri di tale distribuzione, il metodo Monte Carlo utilizza questi dati per calcolare una serie di possibili insiemi di valori futuri dei rendimenti dei titoli in portafoglio. Per ogni insieme di valori, il portafoglio è rivalutato. Come in simulazione storica, dal vettore dei rendimenti attesi del portafoglio viene estratto il percentile desiderato.
| Controllo di autorità | GND (DE) 4519495-6 |